# Werner Duda
Werner Duda (* 28. November 1934 in Wolfen; † 5. Juli 2021) war ein deutscher Gebrauchsgrafiker und Zauberkünstler.

## Leben und Werk
Duda machte von 1949 bis 1951 in Halle/Saale bei Walter Zschenker (* 1908) eine Ausbildung zum Gebrauchsgrafiker und arbeitete dann freischaffend in diesem Beruf. Er war Mitglied des Verbands Bildender Künstler der DDR.
Angeregt durch die Zaubervorstellungen von Alois Kassner und Fredo Marvelli begann Duda sich der Zauberkunst zu widmen. 1957 trat er dem Magischen Zirkel von Deutschland bei. Kurz danach entwickelte er mit seiner Ehefrau Christel (* 1937) sein erstes Bühnenprogramm. Ab 1972 traten beide gemeinsam unter dem Bühnennamen Zwei Dudas hauptberuflich als Zauberkünstler auf. Duda schrieb für das Zauberperiodikum Methodische Reihe der Zauberkunst viele Beiträge, die er auch selbst illustrierte. Außerdem gestaltete er Titelseiten dieser Zeitschrift, entwarf Zauberplakate und illustrierte das Buch des bedeutenden Zauberkünstlers Charly Eperny (1897–1974) Das Charly Eperny Skriptum. Eine Zauberkunst-Publikation. (Hrsg. Magischer Zirkel der DDR, Redaktion der „Zauberkunst“, 1960).
Duda lebte in Halle und in Wolfen.

## Teilnahme an Ausstellungen als Gebrauchsgrafiker
- 1962/1963, 1967/1968 und 1972/1973: Dresden, Fünfte und VI. Deutsche Kunstausstellung und VII. Kunstausstellung der DDR
- 1965: Berlin, Deutsche Akademie der Künste („Junge Künstler. Gebrauchsgraphik“)
- 1974: Halle/Saale, Bezirkskunstausstellung